# 克西略漢卡山
10°25′15″S 76°48′13″W / 10.420757°S 76.803494°W
克西略漢卡山（Quesillojanca），是秘魯的山峰，位於該國中部，由瓦努科大區和利馬大區負責管轄，屬於勞拉山脈的一部分，該山峰海拔高度5,348米。